# Gaia (Leon Faun)
Gaia è un singolo del rapper italiano Leon Faun pubblicato il 20 marzo 2020 come primo estratto dal primo album in studio C'era una volta.

## Video musicale
Pubblicato il 23 marzo 2020 sul canale YouTube del rapper, diretto da Thaevil, rappresenta Leon Faun cantare in un luogo con oggetti volanti. 
Nel video c'è un piccolo riferimento alla fine, alla città di Mairon, città immaginaria del rapper sempre citata nei suoi singoli precedenti a questo.

## Tracce
Testi di Leon de la Vallée, musiche di Alessio Marullo.
1. Gaia – 2:36